# Вигала (волость)
Ви́гала (эст. Vigala ) — бывшая волость в Эстонии в составе уезда Рапламаа.
В ходе административно-территориальной реформы местных самоуправлений Эстонии 2017 года волость Вигала вошла в состав волости Мярьамаа.

## Положение
Площадь волости — 269,81 км², численность населения на 1 января 2012 года составляла 1434 человека.
Административным центром волости была деревня Киви-Вигала. Помимо этого, на территории волости находилось ещё 26 деревень.
Волость была образована 20 декабря 1990 года.